# Matthias Jung (Wahlforscher)

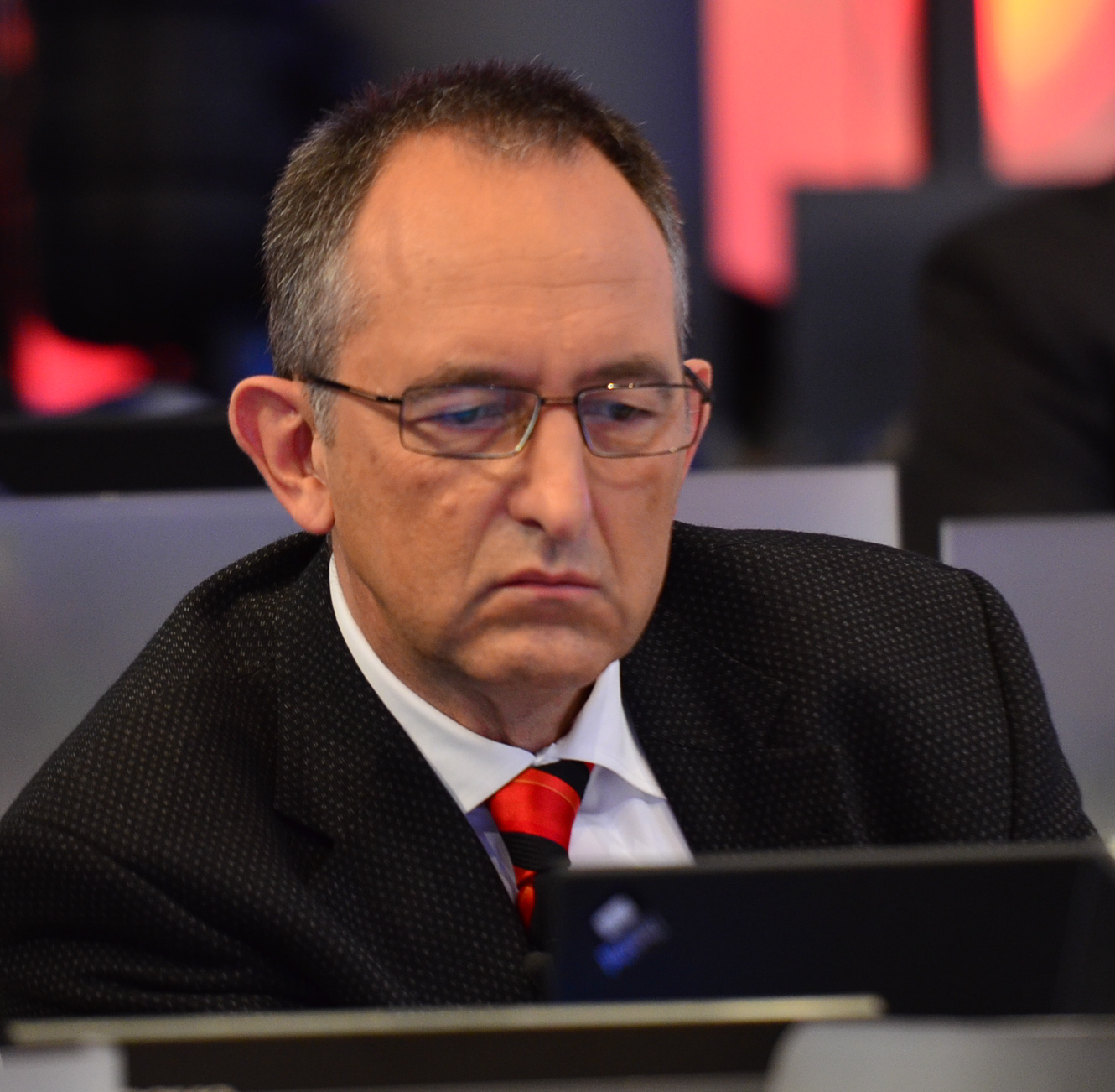
Matthias Jung im ZDF-Studio bei der Bundestagswahl 2013

Matthias Jung (* 1956 in Speyer) ist ein deutscher Wahlforscher. Er ist seit 1991 Vorstandsmitglied des Meinungsforschungsinstituts Forschungsgruppe Wahlen (FGW) und seit 1994 geschäftsführender Gesellschafter der FGW Telefonfeld GmbH, die für die FGW Befragungen durchführt. Jung prägte den Begriff der „asymmetrischen Demobilisierung“ für die Strategie, die den Bundestagswahlkämpfen der CDU/CSU seit 2009 zugrunde lag.

## Leben
Jung legte 1975 das Abitur ab und leistete 1975/76 Wehrdienst. Von 1976 bis 1983 studierte er Ökonomie, Politische Wissenschaft und Mathematik an der Universität Mannheim und wurde Diplom-Volkswirt. Während seines Studiums war er Mitglied der konservativen Hochschulgruppe Demokraten ’70 und Vorsitzender des AStA. Danach war er von 1983 bis 1987 wissenschaftlicher Mitarbeiter an der Universität Mannheim. Seit 1987 ist er bei der von Wolfgang Gibowski mitbegründeten und als CDU-nah geltenden Forschungsgruppe Wahlen in Mannheim tätig. Im Jahr 1990 wurde er Leiter des Büro DDR/Neue Länder der Forschungsgruppe Wahlen in Berlin. Seit 1991 ist er Mitglied des Vorstands der Forschungsgruppe Wahlen und geschäftsführender Gesellschafter des Instituts für praxisorientierte Sozialforschung (IPOS) sowie seit 1994 geschäftsführender Gesellschafter der FGW Telefonfeld GmbH.
Jung präsentiert Wahlanalysen vor allem im ZDF. Er veröffentlicht zur Wahlforschung, Methoden der Umfrageforschung und zur Militärsoziologie. Seit 2000 fungierte Jung zudem als demoskopischer Berater der CDU-Vorsitzenden Angela Merkel. In der Presse wurde Jung daher als „Merkels Demoskop“ oder „Kanzlerinflüsterer“ tituliert.

## Werk und Positionen
Im September 2009 warf Jung in einem Interview mit der Börsen-Zeitung deutschen Politikern vor, die Bevölkerung nicht hinreichend über die Risiken der Finanzkrise informiert zu haben. Er berichtete von „Versäumnissen in der Krisenkommunikation“ und über eine fehlende Aufklärung der Bevölkerung über die Bedeutung des Bankensektors für eine funktionierende Wirtschaft und den Schutz von Vermögen.
Im Zusammenhang mit der Bundestagswahl 2009 prägte Jung den Begriff der „asymmetrischen Demobilisierung“. Dieser bezeichnet die Strategie der CDU, bei dieser Wahl wie auch bei den Bundestagswahlen 2013 und 2017, sich in der politischen Mitte zu positionieren und Themen zu vermeiden, die eine Angriffsfläche für den politischen Gegner bieten. Dadurch sollten (enttäuschte) Sympathisanten der anderen Parteien zur Stimmenthaltung bewegt werden, wodurch mittelbar die Union profitierte. Zum Teil bezog die Partei sogar Haltungen, z. B. in der Sozial- und Umweltpolitik, die sich nur wenig von denen der politischen Wettbewerber wie SPD und Grüne unterschieden. Die Strategie erwies sich für die CDU als erfolgreich, Jung gilt daher als Mitverantwortlicher für den Modernisierungskurs der Union. Dieser führte aber auch zu Befürchtungen, dass die CDU „ihren Kern verlöre“ und sich „sozialdemokratisiere“. Die Spiegel-Journalisten Markus Feldenkirchen und René Pfister warfen Jung vor, seine Theorie sei ein „Anschlag auf die Demokratie“ und habe das bisherige „deutsche Parteiensystem zerstört“.
Im März 2015 veröffentlichte Jung einen Aufsatz unter dem Titel Die AfD als Chance für die Union in der Zeitschrift Politische Studien der CSU-nahen Hanns-Seidel-Stiftung. Darin forderte er, die Union müsse „sich der politischen Mitte weiter annähern“. Der Aufschwung der Alternative für Deutschland dürfe laut Jung nicht primär als Reaktion auf den „Modernisierungskurs der Union“ erklärt werden. Diese solle sich nun erst recht auf die politische Mitte fokussieren und von rechtspopulistischen Positionen distanzieren, die ohnehin in der AfD – und damit „außerhalb der Union ihre Heimat“ fänden. Zudem berge die Stärke der AfD für die Union den Vorteil, eine linke Mehrheit („Rot-Rot-Grün“) zu verhindern.
Zum Hamburger Olympia-Bürgerschaftsreferendum im November 2015 prognostizierte die Forschungsgruppe Wahlen bei Schließung der Wahllokale eine deutliche Zustimmung für die Olympiabewerbung. Die Mehrheit der Wähler votierte jedoch dagegen. Die Abweichung der Prognose um acht Prozent vom Wahlergebnis beschrieb Jung als Folge eines missglückten methodischen Experiments bei der am Vortag durchgeführten telefonischen Befragung.